# TV조선 결정
《TV조선 결정》은 대한민국의 TV CHOSUN에 방송한 선거 특집 프로그램이다.

## 변천사
- 개표방송 (2012년 19대 총선)
- 개표방송 (2012년 18대 대선)
- 결정2014 6.4 전국동시지방선거 (6회 지선)
- 결정2016 (20대 총선)
- 결정2017 (19대 대선)
- 결정2018 (7회 지선)
- 결정2020 (21대 총선)
- 결정2022 (20대 대선)
- 결정2022 (8회 지선)
- 결정2024 (22대 총선)
- 결정2025 (21대 대선)

## 같이 보기
- 개표방송
- 투표